# Sebastian Maier
Sebastian Maier (Landshut, 18 settembre 1993) è un calciatore tedesco, centrocampista dell'Unterhaching.

## Caratteristiche tecniche
È un trequartista.

## Carriera

### Club
Cresciuto nelle giovanili dell'Monaco 1860, esordisce con la prima squadra il 9 dicembre 2011 nel match vinto 3-0 contro l'Eintracht Braunschweig.

## Statistiche

### Presenze e reti nei club
Statistiche aggiornate al 3 giugno 2017.
| Stagione           | Squadra            | Campionato         | Campionato | Campionato | Coppe nazionali | Coppe nazionali | Coppe nazionali | Coppe continentali | Coppe continentali | Coppe continentali | Altre coppe | Altre coppe | Altre coppe | Totale | Totale |
| Stagione           | Squadra            | Comp               | Pres       | Reti       | Comp            | Pres            | Reti            | Comp               | Pres               | Reti               | Comp        | Pres        | Reti        | Pres   | Reti   |
| ------------------ | ------------------ | ------------------ | ---------- | ---------- | --------------- | --------------- | --------------- | ------------------ | ------------------ | ------------------ | ----------- | ----------- | ----------- | ------ | ------ |
| 2011-2012          | Hannover 96        | 2B                 | 15         | 0          | CG              | 0               | 0               |                    | -                  | -                  |             | -           | -           | 15     | 0      |
| 2012-2013          | Hannover 96        | 2B                 | 9          | 0          | CG              | 0               | 0               |                    | -                  | -                  |             | -           | -           | 9      | 0      |
| Totale Monaco 1860 | Totale Monaco 1860 | Totale Monaco 1860 | 24         | 0          |                 | 0               | 0               |                    | -                  | -                  |             | -           | -           | 24     | 0      |
| 2013-2014          | St. Pauli          | 2B                 | 24         | 4          | CG              | 1               | 0               |                    | -                  | -                  |             | -           | -           | 33     | 2      |
| 2014-2015          | St. Pauli          | 2B                 | 19         | 2          | CG              | 2               | 0               |                    | -                  | -                  |             | -           | -           | 33     | 2      |
| 2015-2016          | St. Pauli          | 2B                 | 27         | 3          | CG              | 1               | 0               |                    | -                  | -                  |             | -           | -           | 8      | 1      |
| Totale St. Pauli   | Totale St. Pauli   | Totale St. Pauli   | 70         | 9          |                 | 4               | 0               |                    | -                  | -                  |             | -           | -           | 74     | 9      |
| 2016-2017          | Hannover 96        | 2B                 | 17         | 2          | CG              | 3               | 1               |                    | -                  | -                  |             | -           | -           | 20     | 3      |
| Totale carriera    | Totale carriera    | Totale carriera    | 111        | 11         |                 | 7               | 1               |                    | -                  | -                  |             | -           | -           | 118    | 12     |